# Real Mosteiro de Santa Ana (Badajoz)
O Real Mosteiro de Santa Ana (em castelhano: Real Monasterio de Santa Ana) é um mosteiro situado no centro da cidade de Badajoz, comunidade autónoma da Estremadura, Espanha. Foi fundado em 1518 e é atualmente é a sede da Ordem das Clarissas naquela cidade. Foi declarado Bem de Interesse Cultural em 1988.

## História
Foi fundado em 1518 por Leonor Lasso de la Vega y Figueroa, filha de Lorenzo Suárez de Figueroa y Mendoza, um proeminente diplomata, que foi embaixador dos Reis Católicos em Roma e em Veneza. Leonor nasceu em Badajoz e após fundar o mosteiro foi a abadessa durante os quarenta anos seguintes, até morrer em 17 de abril de 1558.
O mosteiro foi criado por uma bula do papa Leão X. Até 1856 pertenceu à província franciscana de São Miguel. Em 1970, seguindo as recomendações de "volta às origens" do Concílio Vaticano II, voltou a professar a Regra de Santa Clara de 1253.
O mosteiro foi palco de vários acontecimentos históricos. Em 1580, o rei Filipe II e a sua esposa Ana de Áustria instalaram-se em Badajoz para melhor fazerem valer as suas pretensões ao trono de Portugal e ficaram hospedados no Palácio dos Fonsecas y La Lapilla, situado perto do mosteiro. A rainha afeiçoou-se à freiras e o rei gostava especialmente da imagem de Nossa Senhora das Virtudes e do Bom Sucesso, para a qual compôs motetes (cânticos breves geralmente baseados em trechos das Escrituras) A rainha morreu no mosteiro em 26 de outubro de 1580 e por ordem do marido lá foi enterrada depois de embalsamada, juntamente com o feto de cinco meses, pois estava grávida. O rei vestiu-se de luto que nunca mais tiraria. O corpo da rainha seria depois trasladada para a Cripta Real do Mosteiro do Escorial muitos anos depois. Em 1619 Filipe III visitou o mosteiro para rezar diante do sepulcro da mãe.
A imagem de maior devoção do mosteiro é a da Nossa Senhora das Virtudes e do Bom Sucesso, que foi encontrada numa cavidade de uma parede da Igreja dos Jerónimos de Madrid, durante obras de reconstrução. Ali foram encontradas mais duas imagens, tendo uma ficado em Madrid e outra foi para as Franciscanas de Trujillo. O rosto negro da imagem assemelha-se às Virgens de Montserrate, de Guadalupe e da Penha de França. Chegou ao mosteiro em 1619. Conhecida popularmente como "Morenita Antigua", a imagem, datada do século XVI, foi durante muito tempo considerada a padroeira de Badajoz, antes da atual Nossa Senhora da Soledade.

## Descrição
No interior do mosteiro há um belo claustro mudéjar com pinturas dos Estrada e dos Mures, dos séculos XVIII e XIX, e um museu religioso. A igreja contém importantes esculturas, pinturas e peças de altar dos séculos XVI, XVII e XVIII, com destaque para um magnífico retábulo barroco em talha dourada do século XVII, onde se encontra uma imagem de Nossa Senhora das Virtudes e do Bom Sucesso.
Na abóbada da capela-mor ergue-se uma torre de vigia com uma grade de tijolos encimada por pináculos. A igreja tem uma nave única, que foi reconstruída no final do século XVII; contém vários retábulos, esculturas pinturas e peças e em prata. O presbitério está coberto por uma abóbada em cruzaria gótica datada da primeira metade de século XVI.[carece de fontes?]